# Аффлигем
Аффлигем (нидерл. Affligem; ранее Afflighem) — небольшая коммуна на северо-западе провинции Фламандский Брабант (округ Халле-Вилворде), Фландрия, Бельгия.
Официальный язык — нидерландский. Аффлигем не граничит с Брюссельским столичным округом, но доля иноязычных меньшинств (в первую очередь франкофонов) в нём имеет тенденцию к росту. В ходе выборов 2009 года местные фламандские власти активно портили или уничтожали предвыборную информацию на французском языке, вызвав неоднозначную реакцию европейской общественности.
Общая площадь коммуны составляет 17,70 км², плотность населения — 714 чел. на км². Общая численность населения — 12 630 чел. (1 января 2015). Аффлигем образовался в 1977 г. после слияния более мелких коммун Эссене, Хекельгем и Теральфене.